# Anbindestall

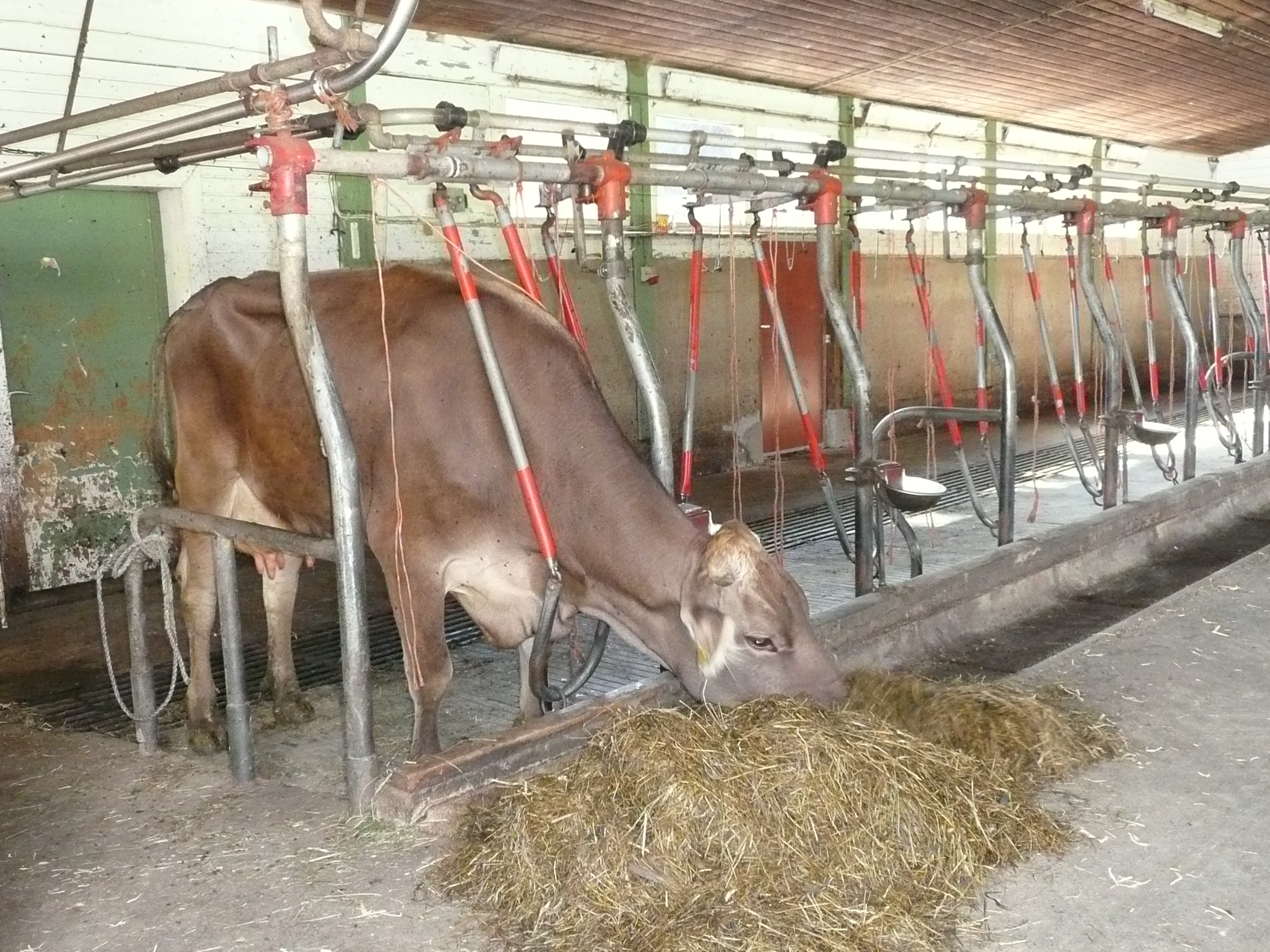
Anbindestall eines Milchviehbetriebes

Der Anbindestall ist ein Stall für Nutzvieh, in dem die Tiere an einem Platz angebunden sind. Die Haltungsform ist in Europa noch bei Rindern gebräuchlich. Früher wurden auch Pferde angebunden eingestallt und Sauen sowie Kleinvieh wie Schafe und Ziegen so gehalten.
Die Haltung von Pferden in Anbindestallungen ist in vielen Ländern verboten, und die Anbindehaltung von Schweinen seit einer EU-Richtlinie 1997 nur noch durch Ausnahmeregelungen zulässig. Für Rinder gibt es außer im Ökobereich keine entsprechende Regelung auf EU-Ebene. Bei Rindern ist die Anbindehaltung derzeit in Österreich in einer Umstellungsphase, so dass diese Haltungsform seit 2020 nur mehr in Ausnahmefällen erlaubt ist.

## Funktionsweise der Anbindehaltung

### Fixierung
Kühe sind in der Anbindehaltung zumindest während der Stallhaltungsperiode, d. h. im Winter fixiert (beispielsweise Grabnerkette, Selbstfanggitter, Zentralgelenkhalsrahmen). Jedes Tier steht auf einem eigenen Platz/Stand längsseitig parallel zueinander und kann nicht durch den Stall laufen. An diesem Stand stehen bzw. liegen die Kühe also den ganzen Tag, werden hier gefüttert und gemolken (dazu notwendig: Rohrmelkanlage).
Ältere Anbindesysteme (Grabnerkette) sind aufwendiger, da jede Kuh einzeln befestigt werden muss. Bei den Gelenkhalsrahmen ist jedoch ein Ein- und Austrieb der Tiere unkomplizierter und schneller, da sich hierbei mehrere Gitter gleichzeitig öffnen und schließen lassen. Erfolgt die Fixierung durch eine Grabnerkette unmittelbar am Hals, kann dort das Fell abgescheuert werden. Bei Verwendung von Metallketten kann sich zudem das lautere Geräusch bei einer Bewegung störend auswirken. Es kann zu Verhaltensstörungen kommen. Dieses Problem tritt bei Selbstfanggittern und Zentralgelenkhalsrahmen nicht auf.

### Standfläche
Die Fläche, auf der das Rind steht, kann gegenüber dem hinteren Bereich, wo Kot und Harn anfallen, um etwa 10–15 cm erhöht sein. Je nachdem, wie lang die Standfläche ist, spricht man von einem Kurz-, Mittellang- oder Langstand.
Eigentlich ist es wichtig, die Standfläche an die Größe der Kühe anzupassen – oder zur Standfläche passende Kühe/Rassen aufzustallen. Das Problem liegt darin, dass Milchrassen durch die Zucht im Verlauf der letzten Jahrzehnte immer größer wurden. Eine weitere Möglichkeit, Schäden am Sprunggelenk zu reduzieren, ist eine Auslaufmöglichkeit. Aufgrund einer Modellschätzung brauchen Milchkühe im Minimum 50 Stunden Auslauf pro Monat, um eine Reduktion von Sprunggelenksschäden zu bewirken. Hierbei ist es wichtig, den Auslauf so zu organisieren, dass die Dauer des einzelnen Auslassens möglichst lang gewählt wird, anstatt häufig – aber nur für eine kurze Dauer – Auslauf zu gewähren.
- Beim Kurzstand kommt das Tier oft mit dem Sprunggelenk auf der Kante zu liegen, wodurch Druckstellen und Hautabschürfungen entstehen.
- Bei einem Langstand fallen Kot und Harn oft auf den Stand, und beim Hinlegen verschmutzt das Tier, wird feucht und Krankheitserreger können leichter in das Euter eindringen.
- Bei einem Stall mit angepassten Größen der Stände auf die Länge des einzelnen Tieres kann Problemen vorgebeugt werden.

Die Standfläche kann aus Holz oder Beton sein. Eine Auflage aus Stroh oder eine Gummimatte (auch Kuhmatratze) ist für die Tiere besser, bei Einstreu muss allerdings am Ende des Standes eine Schwelle sein, damit nicht zu viel Einstreu in den Mist oder die Jauche gelangt. Die Schwelle allerdings erhöht wiederum die beim Kurzstand erwähnten Nachteile.
Zwischen jedem zweiten Standplatz kann eine Abtrennung aus Metallbügeln stehen, die verhindert, dass die Tiere sehr schräg oder quer liegen und dem Nachbartier Platz wegnehmen oder es durch Tritte verletzen.

### Futter- und Wasserversorgung
Die Versorgung mit Wasser erfolgt über ein- oder doppelseitige Tränkebecken, seltener Zapfentränken. Die Futterversorgung über Tröge und/oder Futtertische.
Der Trog oder der Futtertisch sollten etwa 15 cm höher als die Standfläche der Tiere sein, damit diese in der natürlichen Haltung fressen können. Die Abtrennung zwischen Standfläche und Fressbereich sollte idealerweise aus stabilem, aber flexiblem Gummi sein, damit die Tiere beim Aufstehen genügend Platz für den Kopfschwung beim Aufstehen haben.

### Entmistung
Die Entmistung des Anbindestalles kann von Hand mit der Mistgabel oder mit maschineller Unterstützung durch eine (fest installierte) Entmistungsanlage beziehungsweise durch besonders kleine und wendige Traktoren (Hoflader), aber auch Radlader, erfolgen. Mist und Jauche werden hierbei getrennt, da der Harn der Tiere durch Schlitze oder Löcher im Boden in einen kleinen Kanal in die Jauchegrube abgeleitet wird. Der Mist hingegen wird auf der Mistplatte gelagert. Verbreitet werden beim Anbindestall Kot und Harn jedoch gemischt als Gülle gesammelt. Dazu ist im hinteren Bereich des Standes ein Güllekanal mit Gitterrosten aus ovalen Flachstahlstäben abgedeckt, durch die Kot und Harn fallen. Die Tiere können dabei mit den hinteren Klaue ständig auf den Stangen stehen, wenn sie für den Stand zu lang sind. Deshalb sollte jedes Tier einen Stand mit passender Länge haben. Um eine Verschmutzung der Liegeflächen durch Kot und Harn zu vermeiden, wurden früher sogenannte Kuhtrainer eingesetzt. Deren Einsatz ist seit 2010 in Deutschland verboten. Auch in anderen Ländern dürfen sie nicht mehr eingesetzt oder zumindest nicht mehr neu installiert werden.

## Verbreitung und rechtliche Normen
Im deutschsprachigen Raum ist die Anbindehaltung eine auslaufende Haltungsform. Als neue Anlagen werden meist Boxenlaufställe gebaut. Aus Sicht des Tierschutzes ist sie bedenklich, vgl. § 2 TSG. Dennoch ist die dauernde Haltung im Anbindestall bei Rindern in Österreich erst seit 2020 verboten. Geeignete Bewegungsmöglichkeiten oder geeigneter Auslauf oder Weidegang waren auch vorher zu gewähren (z. B. an mindestens 90 Tagen im Jahr nach Bundes-Tierschutzgesetz 2004 Österreich). Das Kälberanbindeverbot galt ebenfalls zuvor schon ausnahmslos. In der Schweiz werden rund die Hälfte der Milchkühe in Anbindeställen gehalten. In der Ökologischen Landwirtschaft ist Anbindehaltung prinzipiell nicht zulässig (mit bis 2010 befristeten Ausnahmen). Bei Bio Suisse ist die Anbindehaltung erlaubt, wenn sich die Tiere regelmäßig im Freien bewegen können.
In Deutschland werden noch etwa 10 % der Rinder in Anbindeställen gehalten (2020: 1,14 Mio. Rinder). Dieser Anteil hat sich seit 2010 mehr als halbiert. Von den Betrieben mit Anbindehaltung halten 52 % der Betriebe ihre Rinder zeitweise auch auf Weiden.
In Österreich gilt eine Kleinbetriebsregelung, in der für Betriebe bis 35 Großvieheinheiten mindestens zweimal pro Woche Auslauf/Weide vorgeschrieben ist. Verbreitet ist diese Praxis noch für die nächtliche Einstallung in Betrieben mit kleineren Herden, etwa im Alpenraum. Hier ist der Platz für Laufställe oft nicht gegeben, und auch nicht zwangsläufig nötig, wenn die Tiere (Rinder und Kleinvieh, oft auch Rösser) tagsüber, teils auch nachts, im Freilauf sind, und verbreitet auch auf Sömmerung (Almhaltung). Daher werden die Richtlinien der EU, die auf agrarische Sonderformen der Berggebiete wenig Rücksicht nehmen, in Süddeutschland, Österreich und Südtirol (und in Anpassung auch der Schweiz) durchweg kritisch gesehen. Nach Protesten der hier überdurchschnittlich verbreiteten Biobauernschaft wurde das Verbot der Anbindehaltung im Juli 2008 seitens der EU bis Ende 2013 aufgeschoben. Außerhalb dieser landwirtschaftlichen Räume wird Anbindehaltung bei Neubauten nicht mehr berücksichtigt.